# Velika nagrada Frontieresa
Velika nagrada Frontieresa ali v originalu Grand Prix des Frontières je bila vsakoletna avtomobilistična dirka, ki je med letoma 1929 in 1972 potekala v belgijskem mestu Chimay ter jo je ustanovil in vodil Jules Buisseret.

## Zmagovalci

### Večkratni zmagovalci
| Št. zmag | Dirkač              | Leta             |
| -------- | ------------------- | ---------------- |
| 3        | Arthur Legat        | 1931, 1932, 1933 |
| 3        | Maurice Trintignant | 1938, 1939, 1953 |
| 3        | David Purley        | 1970, 1971, 1972 |
| 2        | Guy Mairesse        | 1948, 1949 (F1)  |
| 2        | Johnny Claes        | 1950, 1951       |
| 2        | Benoit Musy         | 1955, 1956       |
| 2        | Peter Westbury      | 1967, 1968       |

### Po letih
| Leto        | Zmag. dirkač          | Zmag. dirkalnik    | Pravila            | Poročilo   |
| ----------- | --------------------- | ------------------ | ------------------ | ---------- |
| 1972        | David Purley          | Ensign LNF3-Ford   | Formula 3          | Poročilo   |
| 1971        | David Purley          | Brabham BT28-Ford  | Formula 3          | Poročilo   |
| 1970        | David Purley          | Brabham BT28-Ford  | Formula 3          | Poročilo   |
| 1969        | Jean Blanc            | Tecno 69-Ford      | Formula 3          | Poročilo   |
| 1968        | Peter Westbury        | Brabham BT21B-Ford | Formula 3          | Poročilo   |
| 1967        | Peter Westbury        | Brabham BT21-Ford  | Formula 3          | Poročilo   |
| 1966        | Martin Davies         | Brabham BT10-Ford  | Formula 3          | Poročilo   |
| 1965        | John Cardwell         | Brabham BT15-Ford  | Formula 3          | Poročilo   |
| 1964        | Brez dirke            | Brez dirke         | Brez dirke         | Brez dirke |
| 1963        | Jacques Maglia        | Lotus 22-Ford      | Formula Junior     | Poročilo   |
| 1962        | José Rosinski         | Cooper T59-Ford    | Formula Junior     | Poročilo   |
| 1961        | John Love             | Cooper T56-BMC     | Formula Junior     | Poročilo   |
| 1960        | Jack Lewis            | Cooper T45-Climax  | Formula 2          | Poročilo   |
| 1959        | Mike Taylor           | Lotus 15-Climax    | Športni dirkalniki | Poročilo   |
| 1958        | Brian Naylor          | JBW-Maserati       | Športni dirkalniki | Poročilo   |
| 1957        | Franco Bordoni        | Maserati 200SI     | Športni dirkalniki | Poročilo   |
| 1956        | Benoit Musy           | Maserati 300S      | Športni dirkalniki | Poročilo   |
| 1955        | Benoit Musy           | Maserati A6GCS     | Športni dirkalniki | Poročilo   |
| 1954        | Prince Bira           | Maserati 250F      | Formula 1          | Poročilo   |
| 1953        | Maurice Trintignant   | Simca-Gordini T16  | Formula 1/2        | Poročilo   |
| 1952        | Paul Frére            | HWM-Alta           | Formula 1/2        | Poročilo   |
| 1951        | Johnny Claes          | Simca-Gordini T11  | Formula 2          | Poročilo   |
| 1950        | Johnny Claes          | HWM-Alta           | Formula 2          | Poročilo   |
| 1949        | Emile Cornet          | Veritas RS-BMW     | Formula 2          | Poročilo   |
| 1949        | Guy Mairesse          | Talbot-Lago T26C   | Formula 1          | Poročilo   |
| 1948        | Guy Mairesse          | Delahaye 135       | Formula Libre      | Poročilo   |
| 1947        | Yves Giraud-Cabantous | Delahaye 135       | Formula Libre      | Poročilo   |
| 1946        | Leslie Brooke         | ERA B              | Formula Libre      | Poročilo   |
| 1940 - 1945 | Brez dirke            | Brez dirke         | Brez dirke         | Brez dirke |
| 1939        | Maurice Trintignant   | Bugatti 51         | Grand Prix         | Poročilo   |
| 1938        | Maurice Trintignant   | Bugatti 51         | Formula Libre      | Poročilo   |
| 1937        | Hans Ruesch           | Alfa Romeo 8C-35   | Formula Libre      | Poročilo   |
| 1936        | Eddie Hertzberger     | MG Magnette K3     | Športni dirkalniki | Poročilo   |
| 1935        | Rudolf Steinweg       | Bugatti 51A        | Grand Prix         | Poročilo   |
| 1934        | Willy Longueville     | Bugatti 35B        | Voiturette         | Poročilo   |
| 1933        | Arthur Legat          | Bugatti 37A        | Voiturette         | Poročilo   |
| 1932        | Arthur Legat          | Bugatti 37A        | Voiturette         | Poročilo   |
| 1931        | Arthur Legat          | Bugatti 37A        | Formula Libre      | Poročilo   |
| 1930        | Georges de Marotte    | Salmson GP         | Grand Prix         | Poročilo   |
| 1929        | Goffredo Zehender     | Alfa Romeo 6C      | Formula Libre      | Poročilo   |